# Airbus A330 MRTT
Der Airbus A330 MRTT/MRTT+ (Multi-Role Tanker Transport), auch als KC-30A/M (Australien/NATO), CC-330 „Husky“ (Kanada), KC-330 „Cygnus“ (Korea), „Voyager“ KC2/KC3 (Vereinigtes Königreich) und „Phénix“ (Frankreich) bezeichnet, ist eine militärisch eingesetzte Version des zivilen Modells A330-200 des europäischen Flugzeugherstellers Airbus. Als KC-45 nahm er an einem umstrittenen Auswahlverfahren um das neue Tankflugzeug der U.S. Air Force teil, wo er dem Modell Boeing KC-46 unterlag.

## Geschichte

### A330 MRTT

#### Neuentwicklung
Airbus entwickelte Anfang/Mitte der 2000er Jahre eine militärische Version der erfolgreichen Serie A330 auf Basis der 200er-Version. Erste Kunden der A330 MRTT waren die australischen und britischen Luftstreitkräfte, die – wie die britische Royal Air Force – mit dem neuen Luftfahrzeug ihre bestehenden Flotten erneuern bzw. Luftbetankungskapazitäten – im Falle der Royal Australian Air Force – aufbauen wollten.
Die Entwicklung wurde von Airbus Military in Sevilla durchgeführt, dort fand am 15. Juni 2007 auch der Erstflug statt. Für die MRTT-Flugzeuge werden teilweise neu gebaute Maschinen von Airbus verwendet, als Auftragnehmer für den Einbau der Systeme treten aber auch Airlines wie Iberia und Qantas auf.

#### Kontinuierliche Weiterentwicklung
Airbus führt eine erste Weiterentwicklung des ursprünglichen Entwurfs der A330 MRTT auf Wunsch der französischen Luftstreitkräfte durch. Die Maschinen sollen ein zusätzliches seitliches Ladetor bekommen und Verbesserungen in der Avionik, z. B. Satellitenkommunikation, erhalten. Außerdem wurde ein Modus erprobt, in dem die Luftbetankung über einen Computer automatisch gesteuert und der bisherige Boom Operator obsolet ist, da Kameras von mehreren Seiten die Annäherung des zu betankenden Flugzeugs beobachten und dem Computer entsprechende Anweisungen geben sollen. Den ersten automatischen Kontakt plante Airbus in einem Test für Ende 2016. Im Juli 2022 wurde die A330 MRTT, als erstes Tankflugzeug der Welt, für die automatische Luftbetankung von F-16 bei Tageslicht zertifiziert.
In einem weiteren Schritt wurde die A330 MRTT zusammen mit dem Erstkunden Australien nochmals weiterentwickelt. Neben dem automatischen Boom wurden Kommunikationssysteme eingerüstet, sodass das Flugzeug seither in einem vernetzten System als fliegende Kommandozentrale fungieren kann.

### A330 MRTT+
Nachdem bereits im Jahr 2023 die Entwicklung eines neuen Standards auf Basis der A330-800neo begonnen hatte, verkündete Airbus auf der Farnborough Air Show im Juli 2024 den offiziellen Programmstart. Die Anpassungen für die MRTT+ konzentrieren sich insbesondere auf die Integration der Pods für Sonde und Fangtrichter in den neuen Flügel der A330neo. Je nach Kundennachfrage soll die Erstauslieferung um 2030 erfolgen.

## Aufgabenspektrum

### Luftbetankung

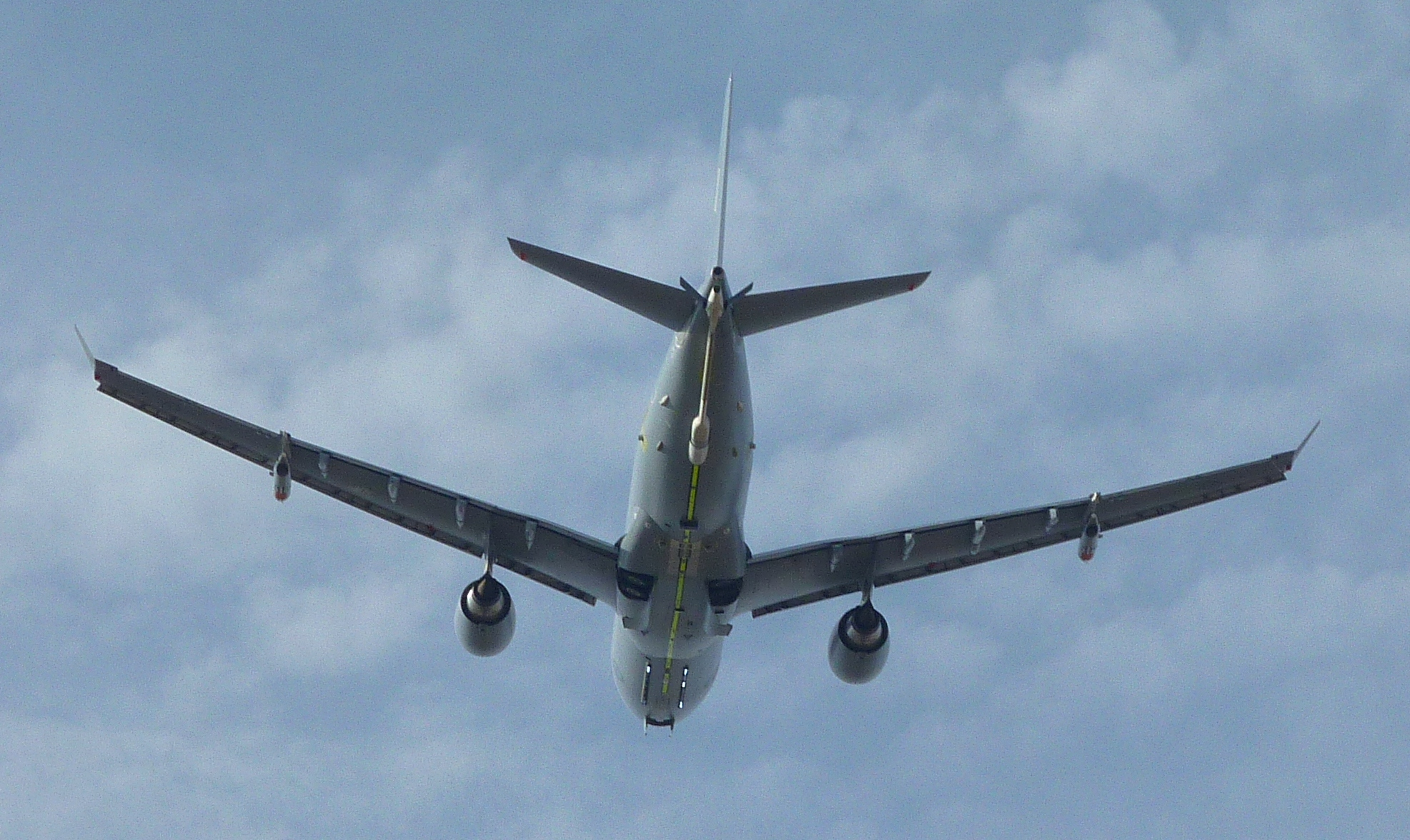
Australische A330 MRTT mit dem Air Refueling Boom System-Tankausleger

Bei Luftbetankungseinsätzen können 111 Tonnen Kraftstoff aus den internen Tanks abgegeben werden, im Vergleich etwa zum A310 MRTT ist es nicht nötig, Tanks im Laderaum einzurüsten. Die A330 MRTT kann sowohl mit Fangtrichtern ausgerüstet werden als auch mit einem Tankausleger, je nachdem, welche Luftfahrzeuge betankt werden sollen. Bei der Nutzung der Fangtrichter werden diese aus zwei Cobham-905E-Schlauchbehältern ausgefahren, die sich an äußeren Tragflächen-Positionen befinden; mit dieser Technik können pro Trichter 1590 Liter Kraftstoff pro Minute abgegeben werden. Mit dieser Möglichkeit können z. B. der Eurofighter Typhoon oder der Panavia Tornado betankt werden.
Den als Air Refueling Boom System (ARBS) bezeichneten Tankausleger entwickelte die seinerzeitige Airbus Military neu. Dieser kann auf maximal 17 Meter Länge ausgefahren werden und gibt bis zu 4540 Liter pro Minute ab. Die mit diesem System ausgerüsteten Maschinen haben einen Arbeitsplatz für den für die Bedienung verantwortlichen Boom Operator. Insbesondere Flugzeuge, die für die US Air Force entwickelt wurden wie die General Dynamics F-16, Boeing E-3 oder Rockwell B-1 besitzen oben auf dem Rumpf die nötigen Öffnungen für Betankungen mit dem ARBS.
Wenn das ARBS nicht installiert ist, kann das Flugzeug einen dritten Cobham-905E-Schlauchbehälter tragen; bisher haben bis auf die britische Royal Air Force (RAF) alle Kunden die Option ARBS gewählt während der dritte Cobham-Schlauchbehälter lediglich für eine Teilflotte der RAF ausgewählt wurde.

### Personal-/Materialtransport
Bei Personen- oder Materialtransporten können 300 Soldaten mit Ausrüstung, 380 Passagiere oder Lasten mit 45 Tonnen bzw. eine Kombination transportiert werden.

## Nutzerstaaten
Im Juni 2016 waren insgesamt 27 Maschinen des Typs im Einsatz, die zusammen eine Flugstundenzahl von 85.000 Stunden erflogen.
| Luftstreitkräfte                             | Bestellt | Ausgeliefert |
| -------------------------------------------- | -------- | ------------ |
| Royal Australian Air Force                   | 07       | 07           |
| Força Aérea Brasileira                       | 02       | 0            |
| Französische Luftwaffe                       | 015      | 012          |
| Royal Canadian Air Force                     | 09       | 0            |
| Multinational MRTT Unit                      | 012      | 09           |
| Royal Saudi Air Force                        | 010      | 06           |
| Republic of Singapore Air Force              | 06       | 06           |
| Spanische Luftwaffe                          | 03       | 01           |
| Südkoreanische Luftwaffe                     | 04       | 04           |
| Luftwaffe der Vereinigten Arabischen Emirate | 05       | 05           |
| Royal Air Force                              | 14       | 14           |
| Gesamt                                       | 85       | 63           |

### Australien

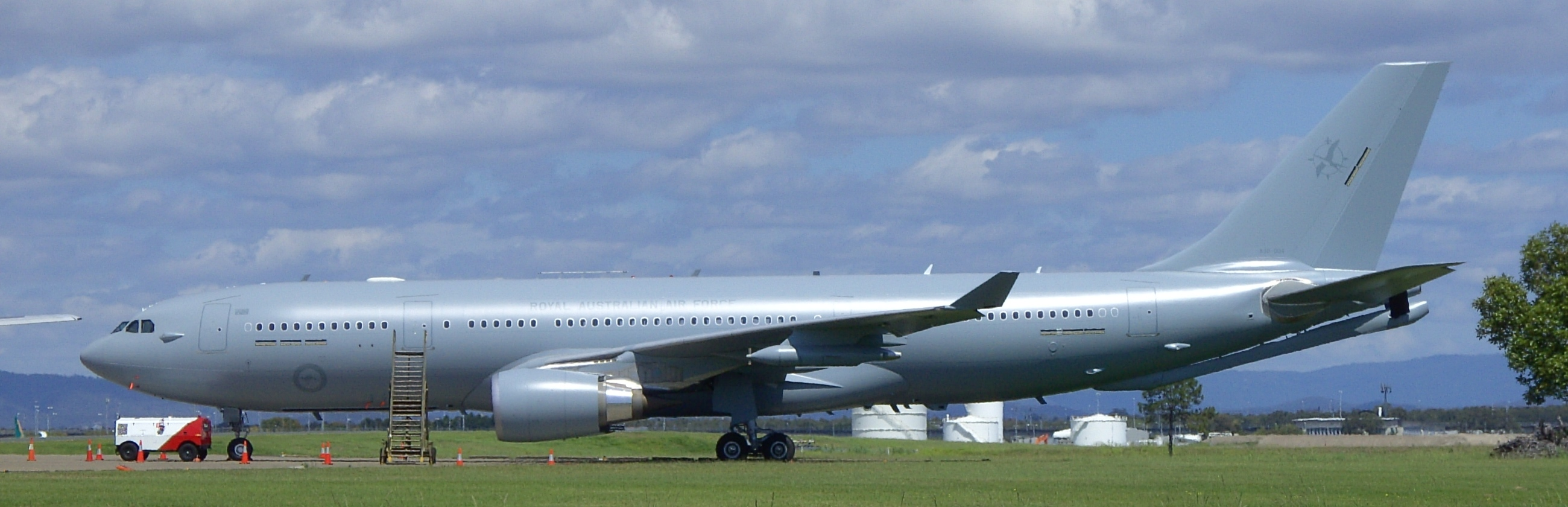
KC-30A der Royal Australian Air Force

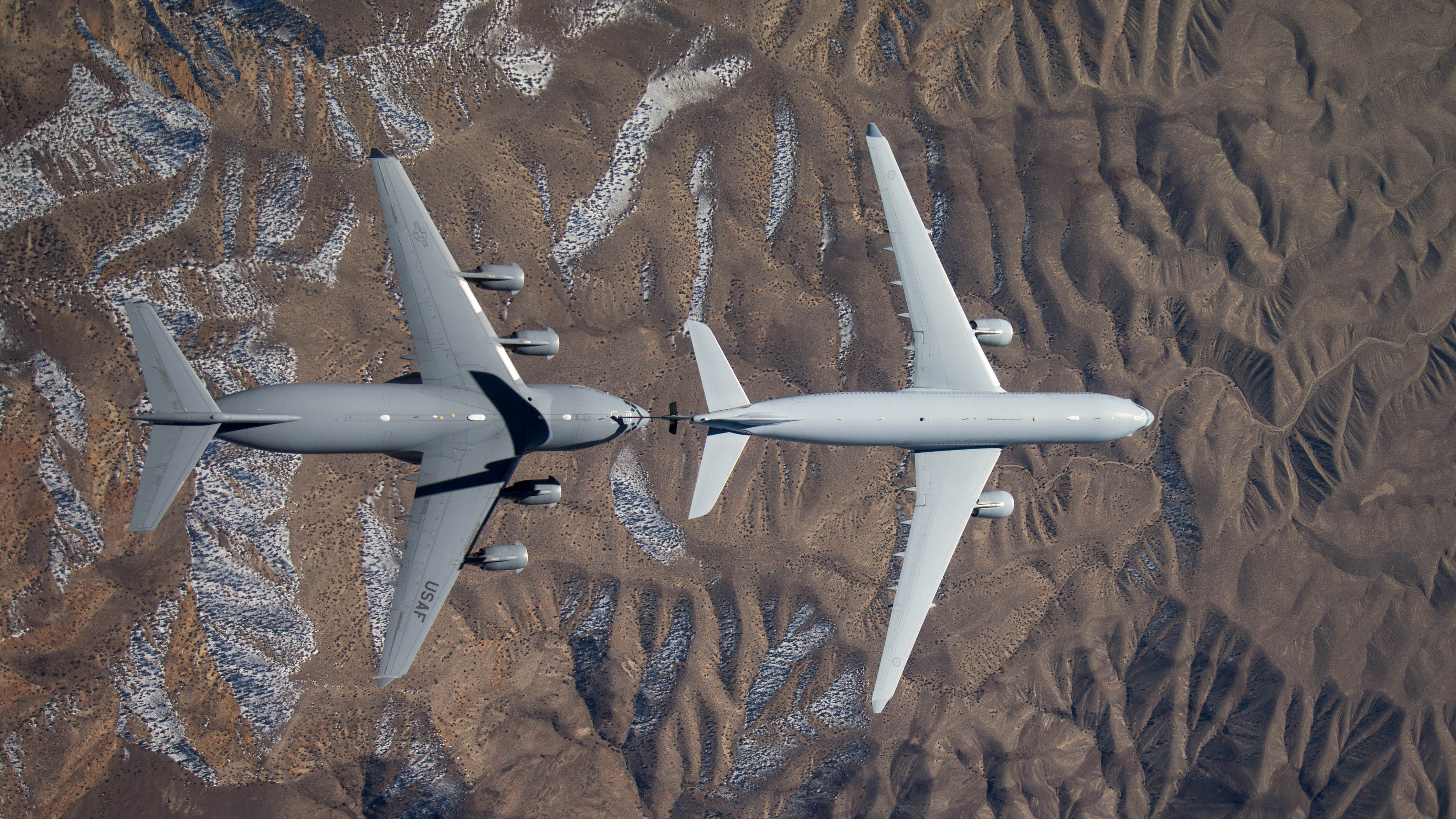
Australische KC-30A beim Betanken einer Boeing C-17

Die zunächst fünf bestellten A330 MRTT der RAAF tragen die Bezeichnung KC-30A. Seit 2013 besitzen sie die Zulassung zur Betankung anderer Flugzeuge über die Trichter, 2015 begann die Flugerprobung des Air Refueling Boom Systems, um in Zukunft auch darüber betanken zu können. Dabei wurde neben einer KC-30 ein Boeing-E-7A-Wedgetail-Frühwarnflugzeug eingesetzt. Ende Juni 2015 bestellte Australien zwei weitere KC-30, diesmal als Umrüstungen gebrauchter Qantas-Airliner, die 2018 ausgeliefert werden sollen. Das im Februar 2016 veröffentlichte Weißbuch sieht langfristig eine Flottenzielgröße von 9 Flugzeugen vor. Die Maschinen sind mit General-Electric-CF-6-Triebwerken ausgerüstet.
Die KC-30A sind auf der RAAF Base Amberley in Queensland beheimatet und werden von der 33. Squadron betrieben. Neben der Betankung von Kampfflugzeugen führt die RAAF 2016 ein Programm durch, um die Betankung der P-8-Seefernaufklärer zu erproben und durchführen zu können.

### Brasilien
In Brasilien nahm die A330 MRTT bereits in den 2000er Jahren an der Ausschreibung für ein neues Tankflugzeug teil, das Land entschloss sich seinerzeit jedoch für gebrauchte Boeing 767, die von IAI umgerüstet wurden.
Nach dem Misserfolg Airbus’ ein Jahrzehnt zuvor gab Brasilien Anfang 2021 schließlich bekannt nunmehr doch zwei gebrauchte A330 zu erwerben und zu MRTTs umzurüsten. Zunächst wurden 2022 die mit Trent 772 Triebwerken ausgerüsteten Flugzeuge erworben und die erste Maschine traf Ende Juli 2022 auf ihrer zukünftigen Heimatbasis Rio de Janeiro Galeão ein. Die Umrüstung in die MRTT-Version soll 2024 erfolgen.
Der Betreiber der ebenfalls als KC-30 bezeichneten Flugzeuge wäre die 2. Transportgruppe des 11. Geschwaders, 2°/2 Grupo de Transporte des Ala-11, in Rio de Janeiro Galeão.

### Frankreich
Frankreich bestellte in mehreren Tranchen insgesamt 15 A330 MRTT, die seit 2018 ausgeliefert werden und die veralteten KC-135 ersetzen. Die ersten 12 der mit Trent-Triebwerken ausgerüsteten neugebauten Tanker sollen bis 2023 ausgeliefert sein. Die letzten drei A330, die 2020 direkt von der zivilen Airbus Endmontagelinie erworben wurden, werden anschließend umgerüstet
Die Armee de l’Air stationierte ihre ersten „Phénix“, so der Name der französischen Tanker, auf der Basis Istres-Le Tubé und die Basen Avord und Évreux wurden als Ausweichbasen während der ersten Betriebsjahre der Tanker modernisiert.
Die Indienststellung bei der fliegenden Gruppe Groupe de ravitaillement en vol 2/91 (GRV 2/91) „Bretagne“ des 31. Geschwader, 31e escadre aérienne de ravitaillement et de transport stratégiques (31e ERTS) in Istres erfolgte im Oktober 2018 und fünf Jahre später waren alle 12 neugebauten Exemplare ausgeliefert.
Die Armée de l’Air verwendet den A330-MRTT auch als Krankentransportflugzeug („fliegendes Lazarett“). Zu diesem Zweck kann die modulare Einrichtung Morphée (Apronym für MOdule de Réanimation pour Patient à Haute Élongation d’Évacuation, etwa „Intensivtherapiemodul für Patienten bei großer Evakuierungsentfernung“, zugleich der französische Name für Morpheus, den Gott der Träume in der griechischen Mythologie) bei Bedarf in jedem der A330-MRTT der Truppe installiert werden; die Details der Installation werden jeweils der Bedarfslage des Einsatzes angepasst, insbesondere bezüglich der Zahl der zu transportierenden Personen und der Schwere und Art ihrer Pathologien oder Traumata. Im Gegensatz etwa zu dem von der deutschen Luftwaffe eingesetzten System zum Krankentransport (auf Basis Airbus A310) ist die Einrichtung nicht permanent in den Flugzeugen installiert. Das Morphée-System wurde zunächst für die Boeing-C-135FR-Flotte der Armée de l’Air angeschafft und 2019 auf das Nachfolgemuster Airbus A330-MRTT umgerüstet. Ein mit Morphée ausgestatteter MRTT kann zum Transport und zur Versorgung von bis zu 12 Leichtverletzten oder einer geringeren Zahl Schwerverletzter mit einer Reichweite bis 10.000 km verwendet werden. In der Covid-19-Pandemie wurde das System zur Verlegung ziviler Patienten von stark betroffenen in weniger stark belastete Regionen Frankreichs und in ausländische Krankenhäuser eingesetzt.

### Kanada
In Kanada wurde die A330 MRTT 2021 als einziges Modell für eine Ausschreibung über seinerzeit sechs geplante Exemplare zugelassen und die ersten beiden gebrauchten und mit Trent-Triebwerken ausgerüsteten A330-200 wurden im Juli 2022 bei der International Airfinance Corporation (IAFC) bestellt. Die Bestellung über vier fabrikneue CC-330 „Husky“, so die lokale Bezeichnung, und den Umbau von fünf gebrauchten A330-200 in die A330 MRTT, bei Airbus erfolgte im Juli 2023. Gleichzeitig wurden die drei weiteren benötigten gebrauchten A330-200 bei IAFC bestellt. Die erste der gebrauchten Maschinen soll noch vor dem Umbau bei Airbus in Getafe Ende 2023 in Dienst gestellt werden, die erste CC-330 in der Tankerversion 2027. Neben dem Rumpf-Tankausleger und den zwei Schlauchbehältern unter den Tragflächen werden die kanadischen Tankflugzeuge zusätzlich mit Cybersicherheitslösungen, einem System für elektronische Gegenmaßnahmen und zwei Rettungs-Intensivstationen nebst zusätzlichen Tragen für Evakuierungsflüge ausgerüstet.
Der Betreiber der neun CC-330 wird wie bei den fünf Vorgängern des Typs CC-150 die 437. Squadron. Neben der Haupteinsatzbasis CFB Trenton im Osten Kanadas, soll es am Flughafen Edmonton eine zweite kleinere Haupteinsatzbasis-West geben.

### NATO / Niederlande
An der Multinational MRTT Unit (MMU) der NATO beteiligen sich die europäischen Mitgliedsstaaten Belgien, Deutschland, Luxemburg, die Niederlande, Norwegen und Tschechien. Sie bilden einen gemeinsamen Pool von zehn KC-30M, so die militärische Bezeichnung der niederländische Hoheitszeichen führenden A330 MRTT. Als Geldgeber erhalten sie die Nutzungsrechte an Maschinen im Besitz der NATO.
Die Niederlande planten zunächst den Kauf der A330 MRTT als Ersatz für die beiden veralteten KDC-10. Hieraus entwickelte sich mit der Zeit unter Initiative der Europäischen Verteidigungsagentur der Plan zur Aufstellung eines europäischen Tankflugzeug-Verbandes und dazu die Beschaffung über die OCCAR von zunächst vier A330-MRTT im Rahmen der NATO. Ende 2015 wurde bekannt, dass die deutsche Luftwaffe sich der Initiative anschließen und drei A330 MRTT als Ersatz ihrer vier A310 MRTT beschaffen will.
Im Juli 2016 wurde ein erster Vertrag zur Aufstellung einer solchen Flotte zwischen den Niederlanden und Luxemburg abgeschlossen, der ein Volumen von 250 Millionen bis zu 1 Milliarde Euro hat, abhängig davon, welche weiteren Partner sich noch anschließen, eine Vertragsaufstockung über fünf weitere Exemplare plus vier Optionen für Deutschland und Norwegen erfolgte im September 2017. Fünfter Programmpartner wurde am 14. Februar 2018 Belgien, das ein achtes Exemplar mit Auslieferung 2025 zu finanzieren plant. Im Oktober 2019 folgte Tschechien als sechster Kooperationspartner. Es wurde jedoch keine weitere Option in eine Bestellung umgewandelt, womit es zunächst bei acht bestellten Maschinen bleibt, die seit 2020 ausgeliefert werden. Der erste mit Trent-Triebwerken und einem DIRCM-Selbstschutzsystem ausgerüstete Tanker traf Ende Juni 2020 bei der eigens hierfür Mitte 2019 aufgestellten Multinational MRTT Unit (MMU) ein.
Im September 2020 wurde eine weitere Option auf einen A330 MRTT im Namen der NATO-Agentur für Unterstützung und Beschaffung (NSPA) zu einem Festauftrag umgewandelt. Der Bestellung ging die Entscheidung Luxemburgs voraus seine Beteiligung am Programm zu erweitern und die Zahl der vertraglich vereinbarten Flugstunden von 200 auf 1200 pro Jahr zu erhöhen. Nachdem Belgien seinen Bedarf ebenfalls um 1000 Flugstunden erhöhte, wurde im März 2023 ein weiteres Luftfahrzeug bestellt. Gleichzeitig erreichte die Flotte ihre anfängliche Einsatzbereitschaft, womit die NSPA die Verantwortung des Programms von der OCCAR übernahm. Mit den beiden letzten Vertragserweiterungen auf 10 KC-30M für die MMU, verbleibt noch eine Option, die bei Bedarf nachbestellt werden könnte.
Im Frühjahr 2025 wurde publik, dass auch Dänemark überlegt, sich an dem Programm zu beteiligen. Gemeinsam mit Schweden trat das Land im Juni 2025 dem Programm bei. Zeitgleich wurden zwei weitere KC-30M bestellt und es wurde vereinbart, einen dritten Stützpunkt in Dänemark einzurichten.

### Saudi-Arabien
Saudi-Arabien unterschrieb 2008 einen ersten Vertrag über drei A330 MRTT mit einem Tankausleger am Rumpf, zwei Cobham-Unterflügel-Pods und dem ARBS. Als Triebwerk wurde der General Electric CF-6-Turbofan. Diese Flugzeuge wurden 2013 ausgeliefert. Nachdem zwischenzeitlich drei weitere Exemplare bestellt worden waren, die Auslieferung erfolgte 2014/15, bestellte das Königreich 2024 vier weitere Tanker. Diese sollen ab 2027 ausgeliefert werden.
Die Flugzeuge werden von der 24. Staffel auf der Riyadh Air Base betrieben.

### Singapur
Singapur bestellte im Februar 2014 sechs A330 MRTT, nachdem sich die A330 in einer Ausschreibung gegen die Boeing KC-46 durchgesetzt hatte. Der Vertrag wurde am 7. Februar 2014 unterschrieben, die Auslieferung der mit Trent 772 ausgerüsteten Maschinen erfolgt seit August 2018.
Der Nutzer ist die 112. Squadron, die auf dem militärischen Teil des Flughafens Changi stationiert ist.

### Spanien
Spanien verhandelte bereits seit 2018 mit Airbus über mutmaßlich drei A330, auch als Kompensationsgeschäft für die A400M-Flotte, bei denen Spanien keinen Bedarf für die komplette Anzahl an 27 bestellten Maschinen hat (man plant lediglich, 14 zu betreiben). Im Zusammenhang mit der Covid-19-Pandemie entschloss sich Spanien, die heimische Luftfahrt zu unterstützen und bestellte bei Airbus Anfang November 2021 schließlich drei gebrauchte Ex-Iberia-Exemplare. Die erste mit CF6-80E1-Triebwerken ausgerüstete A330-200 löste bereits vor ihrer Umrüstung Ende 2021 betagte A310 ab und die Umrüstung aller drei gebrauchten Airliner begann Ende 2022. Die spanische Version besitzt lediglich die Cobham-905-Betankungspods an den Tragflächen. Darüber hinaus sind sie mit einem DIRCM-Selbstschutzsystem ausgerüstet. Die Auslieferung begann 2025.
Die Flugzeuge stehen im Dienst des 45. Geschwaders, Ala 45, in Torrejón.

### Südkorea
Südkorea gab Ende Juni 2015 bekannt, vier A330 MRTT beschaffen zu wollen, die ab 2019 geliefert werden sollen; der Auftrag hat ein Volumen von 1,26 Milliarden US-Dollar. Die von Trent-Triebwerken angetriebenen Tanker sind unter anderem mit dem ARBS ausgerüstet. Zur Abnahme traf die erste KC-330 „Cygnus“, so die lokale Bezeichnung, im November 2018 auf ihrer zukünftigen Basis ein.
Der Betreiber ist das 5. Geschwader auf dem Flughafen Gimhae.

### Vereinigte Arabische Emirate
Die Vereinigten Arabischen Emirate unterzeichneten im Februar 2008 zunächst einen Vertrag zur Beschaffung von drei A330 MRTT. Die erste Maschine wurde am 6. Februar 2013 ausgeliefert, die letzte der ersten Bestellung am 6. August 2013. Im November 2021 bestellte das Emirat zwei weitere Exemplare, wobei dieser Vertrag auch die Modernisierung der ersten drei Flugzeuge umfasste. Die Auslieferung der weiteren Tanker begann 2024. Die Maschinen sind sowohl mit den Cobham-Pods als auch mit dem ARBS ausgestattet und verwenden Rolls-Royce Trent 700-Triebwerke.
Die MRTT-Staffel ist auf der Basis Al Ain stationiert.

### Vereinigtes Königreich

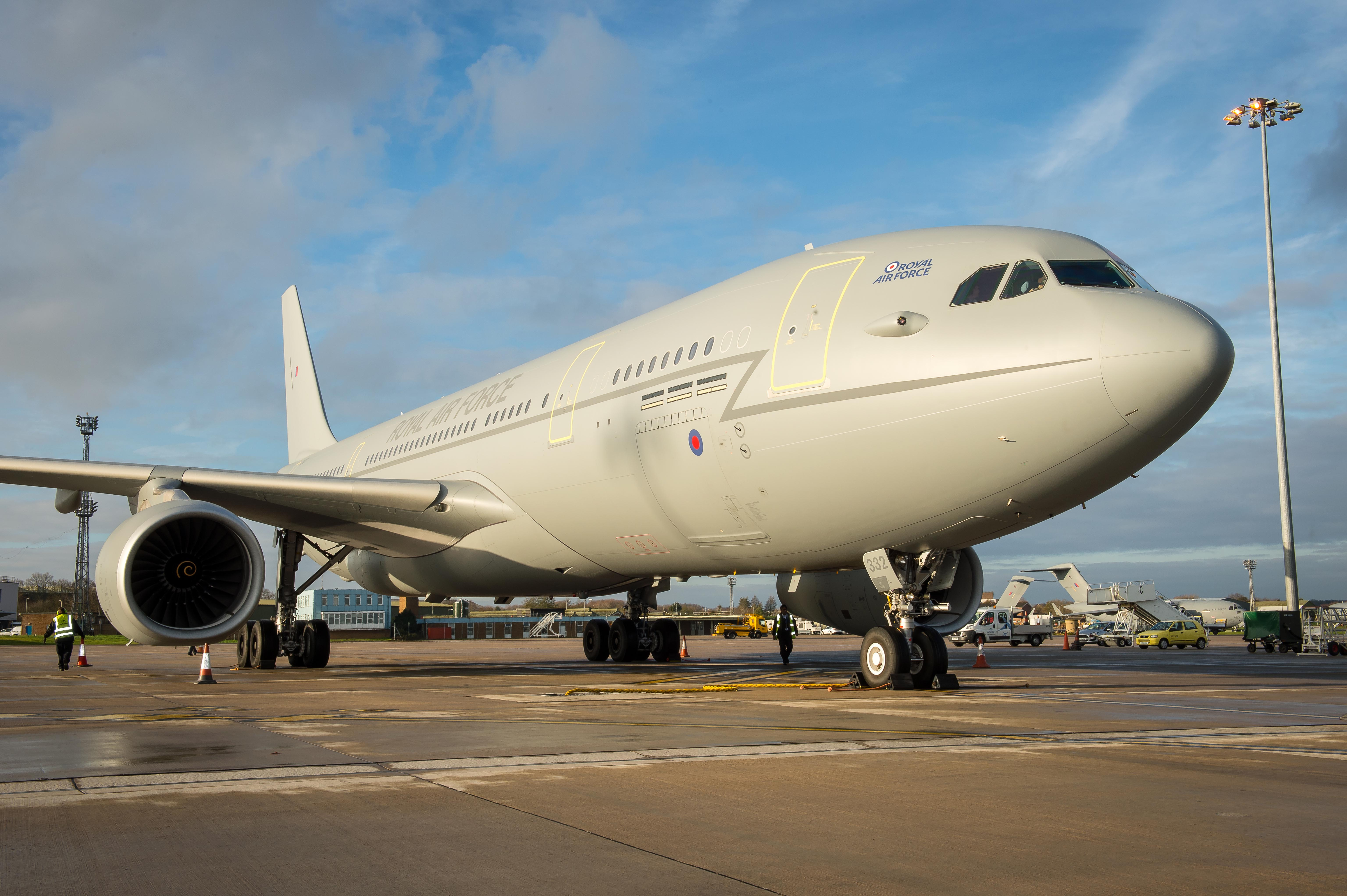
RAF Voyager KC2

Um ihre veralteten Lockheed L-1011 und Vickers VC10 als Tankflugzeuge zu ersetzen, startete das britische Verteidigungsministerium das Future-Strategic-Tanker-Aircraft-Programm, in dem Anfang 2004 die A330 MRTT den Zuschlag bekam. Zudem wurde festgelegt, dass die Maschinen nicht direkt durch die Royal Air Force betrieben werden sollten, sondern durch einen zivilen Auftragnehmer, wobei das Konsortium AirTanker mit dem Airbus-Flugzeug den Zuschlag erhielt. Am 27. März wurde ein entsprechender Leasing-Vertrag zwischen dem Verteidigungsministerium und AirTanker unterzeichnet, 14 MRTTs zu leasen. Die britischen Tanker tragen den Namen Voyager. Bei der Version „Voyager KC.2“ befindet sich unter jeder Tragfläche ein Cobham-905-Betankungspod. Die Version „Voyager KC.3“ wurde zusätzlich dazu mit einer Cobham-805E Fuselage Refuelling Unit (FRU) im Heck ausgerüstet. Damit können die A400M der Royal Air Force in der Luft betankt werden. Beide Versionen sind mit Rolls-Royce Trent 772B-60-Triebwerken ausgerüstet.
Ende 2014 waren die neun Maschinen im Betrieb, welche ausschließlich für die RAF eingesetzt werden, während die Reserve der übrigen fünf Maschinen laut Vertrag von AirTanker selbst eingesetzt, also auch für andere Auftraggeber eingesetzt werden können. Die uneingeschränkte Einsatzfähigkeit wurde Ende September 2016 erreicht.
Die „Voyager“ werden von der 10. (seit Ende 2011) und 101. Squadron (seit Oktober 2013) eingesetzt und sind in RAF Brize Norton in Oxfordshire beheimatet.

## Marktanteil 2023
Außerhalb der Vereinigten Staaten von Amerika hat die A330 MRTT im Sommer 2023 mit 76 Bestellungen von 15 unterschiedlichen Luftwaffen einen Marktanteil von 90 % gegenüber dem KC-46 von Boeing und bis dato wurden mehr als 270.000 Flugstunden geflogen.

## Interessenten

### Indien
Die indischen Luftstreitkräfte schrieben bereits 2006 einen Auftrag zur Modernisierung der Tankerflotte aus, an dem neben der A330 MRTT auch die Iljuschin Il-78 teilnahm. Im Mai 2009 entschied sich Indien für den Airbus, unterzeichnete jedoch keinen Vertrag und brach das Beschaffungsvorhaben im Januar 2010 zunächst – wohl gegen den Widerstand der Luftwaffe – ab; 2012 wurde ein neues Verfahren gestartet, das wiederum die A330 für sich entscheiden konnte. Dieses Beschaffungsvorhaben wurde im Juli 2016 abermals abgebrochen.

### Indonesien
Im September 2023 gab Indonesien bekannt, dass man, unbestätigten Informationen nach, zwei Exemplare bestellen möchte.

### Katar
Airbus gab am 27. März 2014 bekannt, dass die Qatar Emiri Air Force beabsichtigt, zwei Maschinen zu beschaffen.

### Ehemalige
In den Vereinigten Staaten nahm die A330 MRTT an der Ausschreibung für ein neues Tankflugzeug teil, unterlag aber der Boeing KC-46. Obwohl Airbus das Verfahren dort zunächst gewonnen hatte, unterzeichnete die Regierung 2011 einen Vertrag mit Boeing, nachdem das Verfahren zuvor annulliert worden war.

## Technische Daten

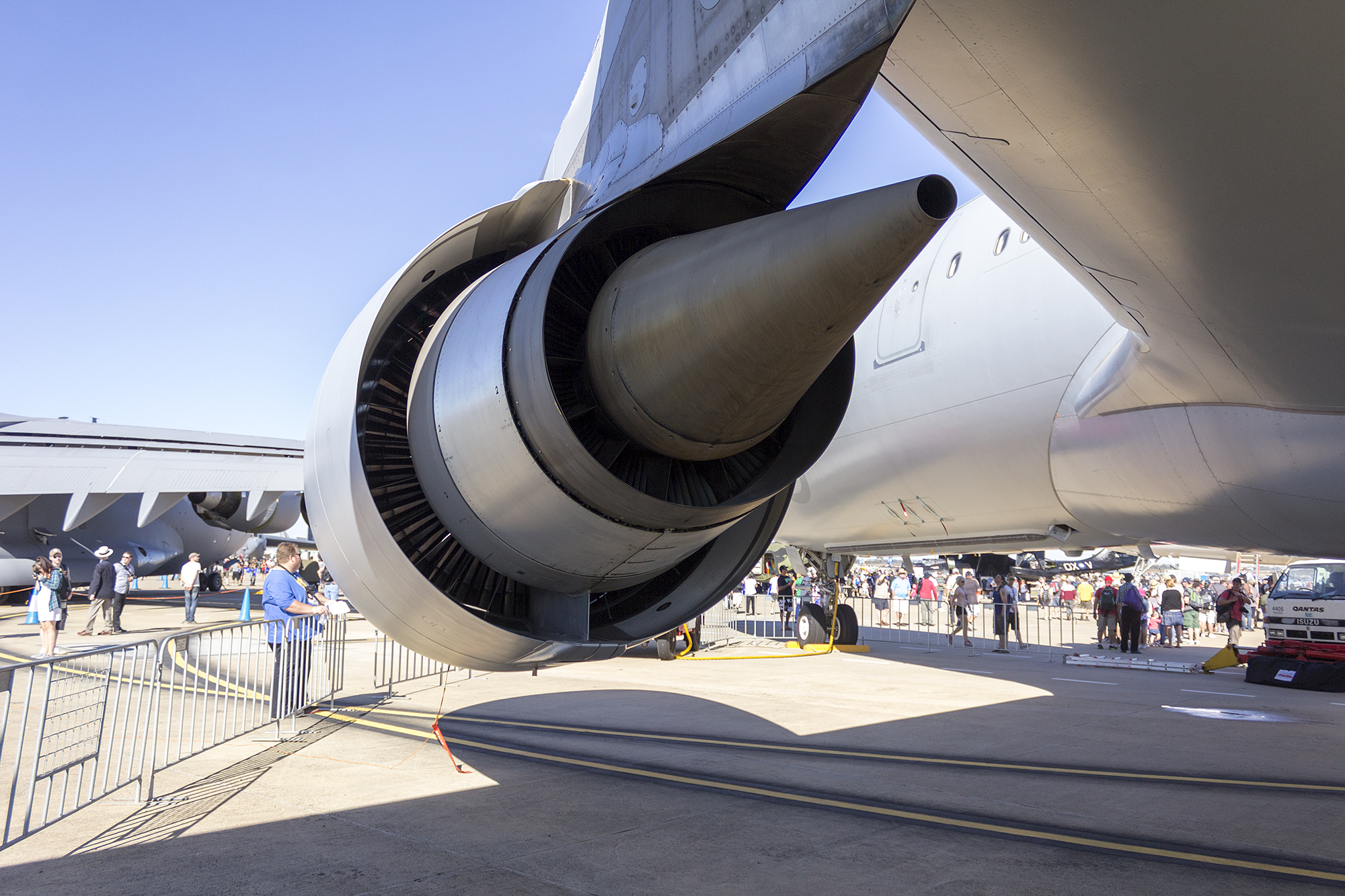
General Electric CF6-Triebwerk einer australischen A330 MRTT

| Kenngröße                | A330 MRTT                                                        |
| ------------------------ | ---------------------------------------------------------------- |
| Länge                    | 58,80 m                                                          |
| Spannweite               | 60,30 m                                                          |
| Höhe                     | 17,4 m                                                           |
| Rumpfdurchmesser         | 5,64 m                                                           |
| Flügelfläche             | 362 m²                                                           |
| Flügelstreckung          | 10,0                                                             |
| Nutzlast                 | 300 Soldaten mit Ausrüstung, 380 Passagiere oder 45 t Last       |
| max. Kraftstoffkapazität | 139.090 l/109.185 kg                                             |
| Leermasse                | 120 t                                                            |
| max. Startmasse          | 233 t                                                            |
| max. Landemasse          | 182 t                                                            |
| Reisegeschwindigkeit     | Mach 0,82 (870 km/h)                                             |
| Höchstgeschwindigkeit    | Mach 0,86 (912 km/h)                                             |
| max. Flughöhe:           | 12.500 m (41.000 ft)                                             |
| Reichweite               | 14.800 km                                                        |
| Triebwerke               | 2 × General Electric CF6, je 320 kN/Rolls-Royce Trent, je 316 kN |

## Zwischenfälle
- Am 19. Januar 2011 kam es bei einer Luftbetankung zu einem Zwischenfall zwischen einem A330 MRTT und einer F-16 der portugiesischen Luftwaffe über dem Atlantischen Ozean. Dabei brach ein Teil des Auslegers nahe der Aufnahme der F-16 ab, was den am A330 verbliebenen Teil des Auslegers in Schwingungen versetzte, so dass dieser schließlich am Gelenk, das ihn mit dem Rumpf verbindet, abbrach und in den Atlantik stürzte. Niemand wurde verletzt. Bei dem Luftfahrzeug handelte es sich um ein Flugzeug für die australische Luftwaffe, das auf einem Erprobungsflug mit Airbus-Personal unterwegs war.[58]
- Am 10. September 2012 verlor eine A330 MRTT ihren Tankausleger, der am Verbindungsgelenk zum Rumpf brach und aus 8230 Metern Höhe auf den Boden stürzte; das Flugzeug landete wieder sicher im spanischen Getafe. Als Unfallursache wurde ein Konflikt zwischen dem regulären Einfahr-Mechanismus des Booms und dem Backup-System festgelegt, Airbus betonte außerdem, dass die Fehlfunktion durch die durchgeführten Tests begünstigt wurde und aufgrund einer Änderung der Vorschriften im Flugbetrieb der Luftstreitkräfte nicht auftreten könne. Die in den Zwischenfall verwickelte Maschine war für die VAE vorgesehen.[59]
- Am 9. Februar 2014 ging eine Voyager der Royal Air Force, die sich in einer Höhe von 33.000 Fuß über dem Schwarzen Meer befand, in einen plötzlichen unkontrollierten Sinkflug über, als der Pilot, der sich alleine im Cockpit befand, seinen Sitz nach vorne fuhr und eine vor der Armlehne abgelegte Kamera den Sidestick nach vorne drückte. Die automatische Überwachung der Flugparameter (Flight Envelope Protection) begrenzte die Geschwindigkeit, leitete das Abfangen ein und verhinderte so größere Schäden am Flugzeug. Die Besatzung der Maschine, die auf dem Weg von Brize Norton nach Afghanistan im Rahmen von ISAF war, entschied sich, den Notfall zu klären und auf der Incirlik Air Base zu landen, wobei sie nähere Landemöglichkeiten ausschlug. 25 Passagiere und Besatzungsmitglieder wurden durch den Vorfall vorübergehend dienstunfähig.[60][61]